# Dolinka
Dolinka é um município da Eslováquia, situado no distrito de Veľký Krtíš, na região de Banská Bystrica. Tem 7,3 km² de área e sua população em 2018 foi estimada em 493 habitantes.

## Demografia
| Ano:        | 1994 | 2004   | 2014   | 2024   |
| ----------- | ---- | ------ | ------ | ------ |
| Broj ljudi: | 561  | 516    | 482    | 446    |
| Razlika:    |      | -8,02% | -6,58% | -7,46% |

| Ano:               | 2023 | 2024   |
| ------------------ | ---- | ------ |
| Número de pessoas: | 457  | 446    |
| Diferença:         |      | -2,40% |